# 布马佐辛
布马佐辛（INN：bremazocine）是一种含氮有机化合物，分子式C20H29NO2，属喷他佐辛的结构类似物，可作为镇痛药和利尿劑，1984年确定其化学结构。